# Diabolik, sur les traces de la panthère
Pour les articles homonymes, voir Diabolik (homonymie).
Diabolik, sur les traces de la panthère (Diabolik) est une adaptation en série télévisée de la bande dessinée Diabolik, qui a été modifiée pour convenir à un jeune public. Cette série franco-américano-canado-japano-italienne compte 40 épisodes et a été réalisée en 1999.
La propriété de la série est passée à Disney en 2001 lorsque Disney a acquis Fox Kids Worldwide, qui comprend également Saban Entertainment. Mais la série n'est pas disponible sur Disney+,,.

## Histoire
Diabolik est un orphelin qui a été recueilli et élevé par King, le chef d'une organisation criminelle nommée La Confrérie. La relation entre Diabolik et Dane, le fils de King, est très houleuse et la jalousie de ce dernier le pousse à rejeter cet intrus. Pendant son adolescence, Diabolik reçoit une éducation hors du commun par son père adoptif qui a vu les multiples talents de son fils adoptif et sa remarquable intelligence, ce dernier développe alors un sens inné pour le vol et devient l'un des cambrioleurs les plus insaisissables du monde. En repérage dans une villa lors d'une réunion mondaine, il aperçoit la toute  jeune Eva Kant dont la beauté et l'élégance le fascine. Cette rencontre va être décisive pour lui, car c'est à ce moment qu'il se rend compte que les personnes qu'il vole ne sont pas anonymes, mais qu'elles ont aussi un visage. Or, il va aussi être témoin du meurtre du père d'Eva par son frère adoptif, Dane, à qui il va reprocher d'avoir commis un meurtre. Dane, sitôt la mission terminée dénoncera le comportement de son frère à leur père, King. Trahi, par son frère adoptif, il est capturé, jugé et envoyé en prison pour le meurtre du père d'Eva Kant. Adulte, Diabolik, parvint à s'échapper de la prison après y avoir effacé son dossier, puis il réussit à survivre à une tentative d'assassinat orchestré par son frère alors que celui-ci faisait mine d'aller le secourir. Depuis ses 5 ans d'incarcérations, il n'a qu'un seul but : faire tomber La Confrérie. Il va alors retourner sur l'île où il a été élevé où se trouve le quartier général de la Confrérie et, tout en se faisant passer pour l'un des membres, va faire échouer la tentative de négociation entre Dane et les autres parrains en présence. En prenant la fuite, il sera pris pour cible d'un tueur de l'organisation, mais sera finalement sauvé par Diabolik, la panthère de compagnie de son père adoptif que Dane a gardé. Quelques heures plus tard, il revient dans le salon de la demeure familiale où Dane finit une conversation avec sa garde du corps, C'est à ce moment que son frère surgit de derrière le fauteuil dans lequel s'était assis Dane et le menace qu'il pourrait le tuer maintenant s'il le voulait, mais qu'au lieu de cela, il préfère réduire à néant tous les projets de la Confrérie et ainsi mettre fin à la carrière criminelle de son frère. C'est à ce moment qui lui dit que désormais, il aura un nom : Diabolik (en l'honneur de la panthère qui s'est sacrifié pour lui), avant même que son frère ait pu agir, Diabolik prend la fuite. Des jours plus tard, il retrouve Eva Kant et décide de réparer l'injustice qu'elle a subie: le meurtre de son père ainsi que le vol d'un collier de diamant appartenant à sa mère. il va alors faire en sorte qu'elle retrouve son collier et lui proposer de s'allier à lui pour piéger ceux qui ont tué son père. Eva va accepter d'abord pour rendre justice à son père mais aussi parce qu'elle est intrigué et tout aussi fascinée que Diabolik l'est vis-à-vis d'elle. Elle va alors devenir sa maîtresse et sa complice qui l'épaulera et l'aidera à de multiples reprises. Ainsi, aidé par Eva Kant, il n'hésite pas à faire appel à toute la technologie nécessaire : masques en latex, gadgets électroniques ou encore sa Jaguar E-type, une voiture hautement équipée. Leurs nombreuses aventures les conduiront à travers le monde pour déjouer les plans des différents membres de La Confrérie, notamment de ses nouveaux chefs et ennemis juré de Diabolik: Dane (Europe de l'Ouest), ainsi que Leonov (Europe de l'Est), Mickie (Amérique du Nord), Banderas (Amérique du Sud), Ranavalona (Afrique), et Dagget (Océanie).
Depuis son évasion du pénitencier où il a été incarcéré, Diabolik est poursuivi par l'inspecteur d’Interpol Ginko sous les ordres du commissaire Graffam. Ginko est loin d'être un homme idiot, il est intuitif et brillant, mais aussi obstiné et pugnace quant à l'arrestation de celui qui se fait appeler Diabolik.
Diabolik ignore tout de son passé avant qu'il échoue sur l'île de King quand il était un nourrisson, de fait sa véritable identité n'est jamais révélée et il ignore qui sont ses vrais parents, en outre aucune mention n'est faite de l'identité que King lui a donné.
Dans l'épisode final, Diabolik aidé d'Eva dresse les membres de la Confrérie contre Dane : d'abord Dagget, Leonov et Ranavalona, puis Banderas et Mickie, en leur volant des cartes numériques les reliant à Dane sous les traits de ses gardes Naomie et Wolf. Ils attaquent le QG de Dane au moment où la Police débarque. Diabolik, aidé de Ginko, empêche la destruction de l'île et lui laisse le cahier contenant toutes les activités criminelles de la Confrérie. Dane et tous les autres Leaders de la Confrérie ainsi que leurs principaux Gardes sont enfin arrêtés. Puis Diabolik part avec Eva à la recherche de ses parents biologiques.

## Personnages
Diabolik et ses alliés:
- Diabolik: Cambrioleur de haut-vol, à l'intelligence remarquable et capable d'inventer et de concevoir de multiples gadgets ainsi que d'améliorer ses véhicules. Il sera recueilli et élevé par un brillant criminel, gérant un syndicat du crime international. À la suite d'une trahison, il mettra tout en œuvre pour réduire le syndicat du nom de Confrérie à néant. Il tient son surnom de celui de la panthère qui lui a sauvé la vie en se sacrifiant.
- Eva Kant: D'abord victime du vol d'un collier de valeur par Diabolik et du meurtre de son père par Dane, elle deviendra par la suite la maitresse de Diabolik et sa fidèle complice.

Interpol:
- Ginko: Brillant inspecteur d'Interpol obstiné par la capture de Diabolik qui lui échappe toujours de peu.
- Graffam: Commissaire d'Interpol et supérieur hiérarchique de Ginko avec lequel il est souvent en désaccord, voyant que Ginko délaisse toutes les autres affaires pour suivre Diabolik dont il pense qu'il n'existe pas.

La Confrérie:
- King: Brillant criminel, fondateur de la Confrérie.Père biologique de Dane et adoptif de Diabolik, qu'il recueille alors dans un couffin échoué sur son île. Le bébé pleura et King se pencha pour voir ce que c'était, soudain, il cessa de pleurer en regardant derrière King qui se retourna pour voir un de ses employés prêt à le tuer. Il envoya  sur ce dernier sa panthère Diabolik. depuis ce jour, il a adopté le petit garçon, voyant son incroyable intelligence, il décide plus tard de le former pour devenir le plus grand cambrioleur du monde.
- Dane: Fils biologique de King et frère adoptif de Diabolik à qui il voue une terrible jalousie. C'est lui qui a tué le père d'Eva et qui a mis le meurtre sur le dos de Diabolik afin d'être débarrassé de lui. À la mort de King, il devient son successeur à la tête de la Confrérie et dirige les opérations criminelles en Europe de l'Ouest. Là où son père agissait dans l'ombre et en toute discrétion, Dane préfère agir en tant que mécène et donateur pour des œuvres caritatives ou des musées afin de s'attirer les faveurs des politiciens et des personnes influentes.
- Naomie: Elle est la garde du corps, la maîtresse et la « représentante » de Dane auprès des autres membres de la Confrérie, elle ne quitte que rarement son patron pour son travail.
- Wolf: Un soldat devenu un autre garde du corps de Dane. Il voue une haine féroce envers Diabolik pour l'avoir défiguré. Il n'a jamais su que le vrai coupable était Dane, déguisé en Diabolik pour gagner sa loyauté et obtenir une arme contre son frère adoptif.
- Mickie: Chef des opérations criminelles de la Confrérie en Amérique du Nord, elle aime le luxe et s'acheter des vêtements onéreux.
- Banderas: Chef des opérations criminelles de la Confrérie en Amérique du Sud.
- Ranavalona: Chef des opérations criminelles de la Confrérie en Afrique. Elle sauva la vie de Diabolik et le sortit du coma alors qu'il travaillait pour la Confrérie et l'a couvert face à Dane.
- Dagget: Chef des opérations criminelles de la Confrérie Océanie.
- Leonov: Chef des opérations criminelles de la Confrérie en Europe de l'Est.

## Distribution
- Pierre-François Pistorio: Diabolik
- Blanche Ravalec: Eva Kant
- Bernard Woringer: Dane
- Maïk Darah: Ranavalona
- Mathieu Buscatto: Damnitch
- Albert Augier: Directeur d'Interpol

## Organisations
- La Confrérie: Organisation Internationale secrète et criminelle ayant eu à sa tête King, remplacé par son fils Dane. elle se veut réunir toutes les grandes sociétés criminels du monde. Seul l'Asie n'en fait pas partie, à la suite d'un malentendu entre un chef d'une triade et Dane.

- Interpol: Organisation Internationale de Police Criminelle. Si dans la réalité, elle se charge de délivrer des notices aux polices du monde entier et de compiler des dossiers sur les criminels ainsi que de transmettre ces dossiers le cas échéant, ici, elle est habilitée à mener des enquêtes dans tous les coins du globe et son siège est à paris alors que dans la réalité, il se situe à Lyon. Graffam en est le commissaire et Ginko l'Inspecteur Principal.

- Les Triades: Organisations criminelles chinoises. Elles sont au nombre de quatre et se regroupent afin d'obtenir par le biais d'un casse-tête, la carte menant à un trésor de l'Empereur Qing. L'un des parrains de l'une d'entre elles n'a pas pu se lier à la Confrérie à la suite d'un malentendu, provoqué par Diabolik, entre lui et Dane. Le bras droit du parrain deviendra donc son successeur après que celui-ci s'est retiré de la Triade au vu de sa disgrâce. Ainsi l'Asie est donc le seul continent sur lequel la Confrérie n'a pas de prise.

## Épisodes
1. En souvenir du passé
2. Prisonnier des glaces
3. Casse-tête chinois
4. L'or noir
5. L'héritage de King
6. Un étudiant modèle
7. L'évasion
8. Sur les traces de la Panthère
9. La taupe
10. Un pari truqué
11. Objectif : Diabolik
12. Fausse monnaie à Miami
13. Complot à Tokyo
14. Rouillez en paix
15. Triple coup
16. La menace
17. Question de survie
18. La fille de son père
19. Souvenirs, souvenirs
20. Le cité perdue
21. L’œil du cyclone
22. Diabolik caméra moteur
23. Jeux de cache-cache
24. Haute sécurité
25. Les joyaux de la couronne
26. L’inconnue qui venait du froid
27. Une voiture diabolique
28. Chassé-croisé sous la Manche
29. Génie virtuel
30. Partenaires
31. Plongeon dans le futur
32. Obsession
33. Étrange alliance
34. Le poignard et l’épée
35. Les guerriers de l’arc-en-ciel
36. L’idole des profondeurs
37. Jeu d’enfant
38. Tour de passe-passe
39. La justice finale, 1re partie
40. La justice finale, 2e partie